# Draba sauteri
Draba sauteri är en korsblommig växtart som beskrevs av David Heinrich Hoppe. Draba sauteri ingår i släktet drabor, och familjen korsblommiga växter. Inga underarter finns listade i Catalogue of Life.

## Bildgalleri

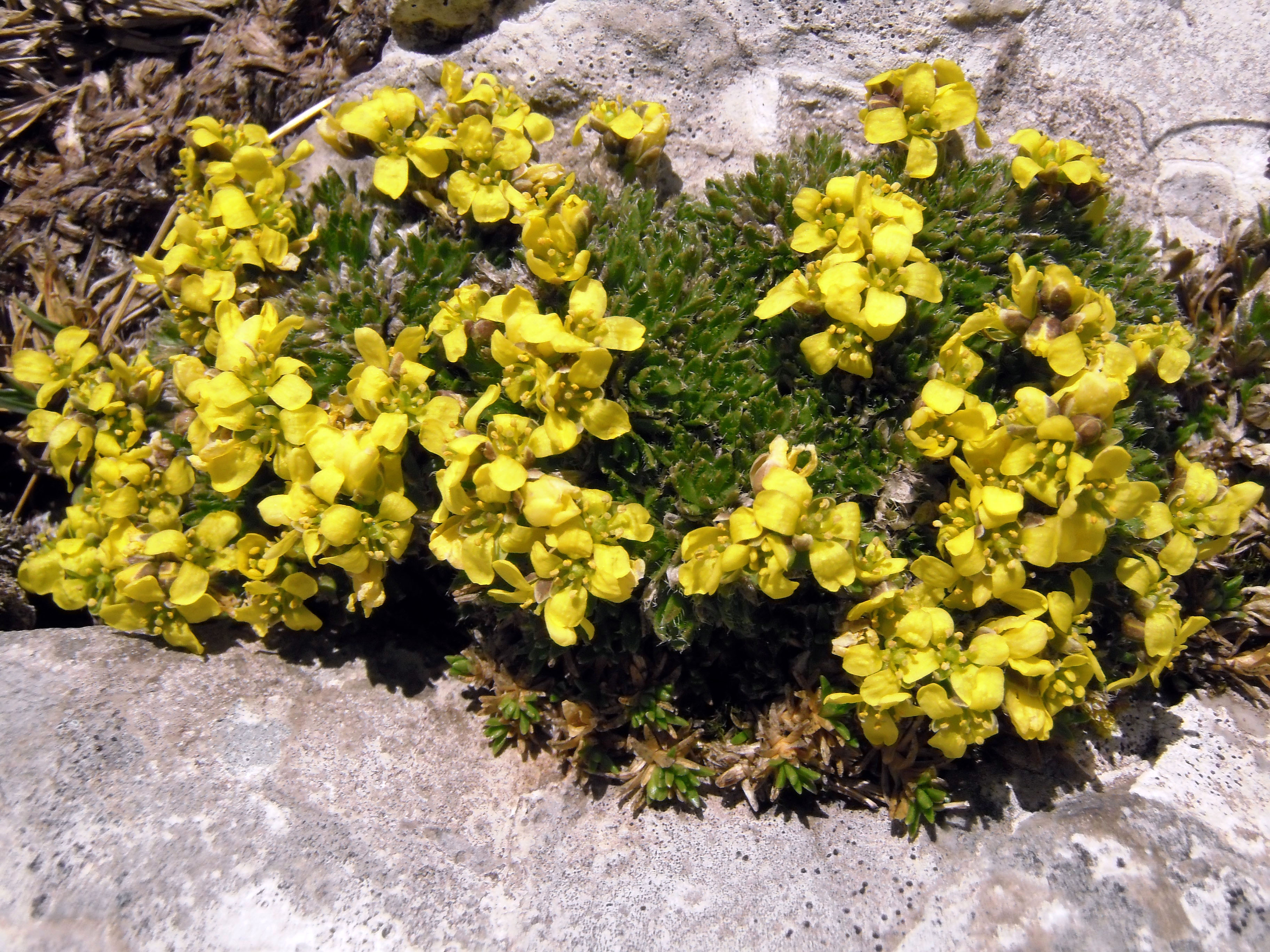